# MOBO Awards
Die Music of Black Origin Awards (abgekürzt und geläufigerer Name: MOBO) ist ein jährlich verliehener britischer Musikpreis, der Künstler ehrt, die der Black Music zuzuordnen sind.

## Hintergrund
Der Musikpreis wird an Interpreten von Musik aus dem Bereich der „Black Music“ verliehen. Black Music meint in diesem Zusammenhang Musik produziert oder inspiriert von Schwarzen und ihren Musiktraditionen sowohl aus Afrika und der afrikanischen Diaspora als auch afroamerikanische oder -karibische Musik. Vor diesem Hintergrund ist die Herkunft, Ethnizität oder Nationalität des Künstlers beliebig. 2007 erhielt zum Beispiel Amy Winehouse den Preis für Best UK Female. Diese Beliebigkeit bot allerdings oft auch Anlass für Kritik.
Der MOBO Award wurde 1996 von Kanya King ins Leben gerufen, die damals Angestellte eines Fernsehsenders war. Sie startete die MOBO Awards 1996 mit der Zielrichtung, eine Plattform zu etablieren, die alle ‚Black Music‘-Stilrichtungen inklusive Hip-Hop, R&B und Reggae umfasst. Als sie nicht genügend finanzielle Unterstützung mobilisieren konnte, nahm sie für die Finanzierung eine Hypothek auf ihr Haus auf. Später erhielt sie, die selbst ghanaisch-irische Wurzeln hat, für die Gründung der MOBO-Awards den MBE. Die Preisverleihung erfolgt auf einer jährlichen Show im September, die meist in London stattfindet und im britischen Fernsehen übertragen wird (BBC). 2004 fand die Zeremonie beispielsweise in der Royal Albert Hall statt und 2007 in der O2-Arena in Greenwich. 2009 fand sie erstmals außerhalb Londons in Glasgow statt. Der Preis wurde bis 2017 verliehen. Ursprünglich war eine einjährige Pause eingeplant, um 2019 größer und stärker zurückzukommen. Auch 2019 verging jedoch, ohne eine erneute Auflage der Preisverleihung. Für den 9. Dezember 2020 ist eine erneute Vergabe als Live-Streaming-Event geplant. Vor der Covid-19-Pandemie sollte die erste Veranstaltung seit drei Jahren in der Wembley Arena stattfinden.

## Übersicht
| Nr. | Datum              | Ausstrahlungs-datum | Best Album                                                            | Best Single                                                 | Ehrenpreise                                              | Übertragung                                  | Moderator(en)                                    | Ort                                                       |
| --- | ------------------ | ------------------- | --------------------------------------------------------------------- | ----------------------------------------------------------- | -------------------------------------------------------- | -------------------------------------------- | ------------------------------------------------ | --------------------------------------------------------- |
| 1   | 18. November 1996  | 21. November 1996   | Timeless – Goldie                                                     | Give Me a Little More Time – Gabrielle                      | Lionel Richie Jazzy B                                    | Carlton Television (ITV)                     | Sonya Saul                                       | New Connaught Rooms, London                               |
| 2   | 10. November 1997  | 13. November 1997   | Travelling Without Moving – Jamiroquai                                | I Wanna Be the Only One – Eternal ft. BeBe Winans           | Bootsy Collins Mick Hucknall                             | Carlton Television (ITV)                     | Lisa I’Anson                                     | New Connaught Rooms, London                               |
| 3   | 14. Oktober 1998   | 15. Oktober 1998    | Colours – Adam F                                                      | Freak Me – Another Level                                    | BB King Sean Combs                                       | Channel 4                                    | Mel B und Bill Bellamy                           | Royal Albert Hall, London                                 |
| 4   | 6. Oktober 1999    | 7. Oktober 1999     | Prodigal Sista – Beverley Knight                                      | My Love – Kele Le Roc                                       | Tina Turner Erskine Thompson                             | Channel 4                                    | Mel B und Wyclef Jean                            | Royal Albert Hall, London                                 |
| 5   | 4. Oktober 2000    | 5. Oktober 2000     | Rise – Gabrielle                                                      | Fill Me In – Craig David                                    | LA Reid Aswad                                            | Channel 4                                    | Lisa ‘Left Eye’ Lopes und Trevor Nelson          | Alexandra Palace, London                                  |
| 6   | 4. Oktober 2001    | 6. Oktober 2001     | 8701 – Usher                                                          | Independent Women Part 1 – Destiny’s Child                  | Luther Vandross R Kelly                                  | Channel 4                                    | Trevor Nelson und Kelis                          | London Arena, London                                      |
| 7   | 1. Oktober 2002    | 3. Oktober 2002     | Songs in A Minor – Alicia Keys                                        | It Takes More – Ms Dynamite                                 | Chaka Khan Jimmy CliffStreet Politics                    | Channel 4                                    | Alesha Dixon und LL Cool J                       | London Arena, London                                      |
| 8   | 25. September 2003 | 4. Oktober 2003     | Get Rich or Die Tryin’ – 50 Cent                                      | In Da Club — 50 Cent                                        | George Benson Kool & The Gang Lil’ Kim                   | Channel 4                                    | Lil’ Kim und Blu Cantrell                        | Royal Albert Hall, London                                 |
| 9   | 30. September 2004 | 6. Oktober 2004     | The College Dropout – Kanye West                                      | Thank You – Jamelia                                         | Anita Baker Janet Jackson                                | BBC One                                      | Mos Def                                          | Royal Albert Hall, London                                 |
| 10  | 22. September 2005 | 23. September 2005  | Time to Grow – Lemar                                                  | Pow! (Forward) – Lethal B                                   | Public Enemy Bob Marley & The Wailers                    | BBC One                                      | Gina Yashere und Akon                            | Royal Albert Hall, London                                 |
| 11  | 20. September 2006 | 22. September 2006  | –                                                                     | Déjà Vu – Beyoncé                                           | Sam Moore Anti-Slavery International                     | BBC One (Highlights) BBC Three (Live)        | Gina Yashere und Coolio                          | Royal Albert Hall, London                                 |
| 12  | 19. September 2007 | 19. September 2007  | –                                                                     | Because of You – Ne-Yo                                      | –                                                        | BBC One (Highlights) BBC Three (Live)        | Jamelia und Shaggy                               | The O2 Arena, London                                      |
| 13  | 15. Oktober 2008   | 15. Oktober 2008    | Spirit – Leona Lewis                                                  | American Boy – Estelle                                      | Mary Wilson                                              | BBC One (Highlights) BBC Three (Live)        | Mel B and Rev. Run                               | Wembley Arena, London                                     |
| 14  | 30. September 2009 | 30. September 2009  | Uncle B – N-Dubz                                                      | Beat Again – JLS                                            | Michael Jackson                                          | BBC One (Highlights) BBC Three (Live)        | Reggie Yates and Keri Hilson                     | Scottish Exhibition and Conference Centre (SECC), Glasgow |
| 15  | 20. Oktober 2010   | 20. Oktober 2010    | JLS – JLS                                                             | Playing With Fire – N-Dubz ft. Mr Hudson                    | Billy Ocean                                              | BBC One (Highlights) BBC Three (Live)        | Alesha Dixon and Reggie Yates                    | Echo Arena Liverpool                                      |
| 16  | 5. Oktober 2011    | 5. Oktober 2011     | Who You Are – Jessie J                                                | Do It Like A Dude – Jessie J                                | Boyz II Men                                              | BBC One (Highlights) BBC Three (Live)        | Alesha Dixon and Jason Derulo                    | SECC, Glasgow                                             |
| 17  | 3. November 2012   | 3. November 2012    | Our Version of Events – Emeli Sandé                                   | Earthquake – Labrinth ft. Tinie Tempah                      | Dionne Warwick TLC                                       | BBC One (Highlights) BBC Three (Live)        | Miquita Oliver and Adam Deacon                   | Echo Arena Liverpool                                      |
| 18  | 19. Oktober 2013   | 19. Oktober 2013    | Home – Rudimental                                                     | La La La – Naughty Boy                                      | Stephen Lawrence Trust                                   | BBC One (Highlights) BBC Three (Live)        | Trevor Nelson and Sarah-Jane Crawford            | The SSE Hydro, Glasgow                                    |
| 19  | 22. Oktober 2014   | 22. Oktober 2014    | In the Lonely Hour – Sam Smith                                        | Stay with Me – Sam Smith                                    | Idris Elba (Inspiration)                                 | ITV2 (Liveübertragung) ITV (Teilübertragung) | Mel B und Sarah-Jane Crawford                    | Wembley Arena, London                                     |
| 20  | 4. November 2015   | 4. November 2015    | The Long Way Home – Krept and Konan                                   | Shutdown – Skepta                                           | Lenny Henry CeeLo Green                                  | ITV2 (Liveübertragung) ITV (Teilübertragung) | Sarah-Jane Crawford                              | First Direct Arena, Leeds                                 |
| 21  | 4. November 2016   | 4. November 2016    | Made in the Manor – Kano                                              | Robbery (remix) – Abra Cadabra ft. Krept & Konan            | Nicola Adams Ms. Dynamite                                | ITV2 (Liveübertragung) ITV (Teilübertragung) | Rickie Haywood Williams and Melvin Odoom         | The SSE Hydro, Glasgow                                    |
| 22  | 29. November 2017  | 29. November 2017   | Gang Signs & Prayer – Stormzy                                         | Did You See – J Hus                                         | Idris Elba (Paving the Way)                              | Channel 5 (Teile) BET (Highlights)           | Maya Jama and Marvin Humes                       | First Direct Arena, Leeds                                 |
| 23  | 9. Dezember 2020   | 9. Dezember 2020    | Crabs in a Bucket – Nines                                             | Don't Rush – Young T & Bugsey feat. Headie One              | Steve McQueen                                            | YouTube (Livestream) BBC One (Highlights)    | Maya Jama und Chunkz                             | Virtuell                                                  |
| 24  | 5. Dezember 2021   | 8. Dezember 2021    | We're All Alone in This Together – Dave                               | Body – Russ Millions and Tion Wayne                         | Frank Bruno (Inspiration)                                | YouTube (Livestream) BBC One (Highlights)    | Leigh-Anne Pinnock, Munya Chawawa and Eddie Kadi | CBS Arena, Coventry                                       |
| 25  | 30. November 2022  | 7. Dezember 2022    | Alpha Place – Knucks and Sometimes I Might Be Introvert – Little Simz | Own Brand (Baddie) – Dreya Mac, Felixthe1st and Finch Fetti | - Nile Rodgers - Craig David - Jamal Edwards             | YouTube (Livestream) BBC One (Highlights)    | Chunkz and Yung Filly                            | Wembley Arena                                             |
| 26  | 7. Februar 2024    | 9. Februar 2024     | Real Back in Style – Potter Payper                                    | Sprinter – Central Cee and Dave                             | - Soul II Soul - Sugababes - Ghetts - Jessica Ennis-Hill | YouTube (Livestream) BBC One (Highlights)    | Indiyah Polack and Babatunde Aléshé              | Sheffield Arena                                           |
| 27  | 18. Februar 2025   | 21. Februar 2025    | Being Poor Is Expensive – Bashy                                       | Favourite Girl – Darkoo feat. Dess Dior                     | - Vybz Kartel (Impact) - Denise Lewis (Paving The Way)   | YouTube (Livestream) BBC One (Highlights)    | Indiyah Polack and Eddie Kadi                    | Newcastle Arena                                           |

## Preisträger
Der Preis wird in verschiedenen Sparten verliehen (z. B. World Music, Jazz, Reggae, Soul/Rhythm and Blues, Hip-Hop, Gospel, afrikanische Musik, DJs), allerdings wird nicht in jeder Sparte jährlich ein Preis vergeben. Beispielsweise wurde 2006 erstmals die Jazz-Kategorie gestrichen (die Veranstalter wollten sich nach eigenen Worten aufgrund der eingeschränkten TV Sendezeit auf „Urban Music“ konzentrieren, was aber auch zu Protesten führte, unter anderem von Courtney Pine.) 2007 und 2008 wurde der Jazz Award wieder vergeben (unter anderem an Courtney Pine, Lizz Wright und YolanDa Brown im Jahre 2008 und an Soweto Kinch, Dee Dee Bridgewater, Wynton Marsalis 2007). Häufige Kategorien sind z. B. Best Group, Best Song, Best Video, Best UK Male/Female, Best UK Newcomer, Best International Male/Female oder Best International Act.

### 2004
Die neunte Preisverleihung fand am 30. September 2004 in der Royal Albert Hall statt und wurde von der BBC im Fernsehen übertragen. Moderator war Mos Def, nachdem Pharrell Williams und Naomi Campbell kurzfristig wegen Terminproblemen abgesagt hatten. Der Award wurde in diesem Jahr von Jamelia und Kanye West dominiert, die je drei Awards erhielten.
- Best Album: Kanye West – College Dropout
- Best Single: Jamelia – Thank You
- UK Act of the Year: Jamelia und Dizzee Rascal
- Best UK Newcomer: Estelle
- Best Video: Jamelia – See It in a Boy’s Eyes
- Best Hip Hop Act: Kanye West
- Best R&B Act: Usher
- Best Reggae Act: Sean Paul
- Best Gospel Act: Raymond & Co
- Best Jazz Act: Jamie Cullum
- Best World Music Act: Bebel Gilberto
- Best Collaboration: 2Play feat. Raghav & Jucxi – So Confused
- Best Producer: Kanye West
- Best UK Radio DJ: Jigs (Choice FM)
- Best UK Club DJ: Manny Norte
- Best Ringtone: Mario Winans – I Don’t Wanna Know
- Lifetime Achievement Award: Anita Baker
- Icon Award: Janet Jackson

### 2005
Die Preisverleihung 2005 wurde moderiert von Gina Yashere und Akon in der Royal Albert Hall. Zu dem Gewinnern gehörten Corrine Bailey-Rae, Lemar, The Black Eyed Peas, Rihanna, Sean Paul und Beyoncé. Es handelte sich um das zehnjährige Jubiläum der Award Show. Die Organisatoren arbeiteten in diesem Jahr mit Save the Children zusammen.
- Best Album: Lemar – Time to Grow
- Best Single: Lethal Bizzle – Pow
- Best Video: Snoop Dogg ft. Pharrell Williams – Drop It Like It’s Hot
- UK Act of the Year: Lemar
- Best Newcomer: Kano
- Best Hip Hop Act: Sway
- Best R&B Act: John Legend
- Best Reggae Act: Damian Marley
- Best Jazz Act: Rhian Benson
- Best African Act: Youssou N’Dour
- Best World Music Act: Daddy Yankee
- Best UK Club DJ: Steve Sutherland
- Best UK Radio DJ: Tim Westwood
- Icon Award: Bob Marley & the Wailers
- Outstanding Contribution to Black Music Award: Public Enemy

### 2006
Die Preisverleihung 2006 wurde moderiert von Coolio and Gina Yashere in der Royal Albert Hall. Erstmals waren die World Music und die Jazz-Kategorie suspendiert. Der Rapper Akala gewann dem Best Hip Hop Act gegen Kanye West, 50 Cent und The Game. Mit dem Bemobo Award wurden erstmals soziale Projekte und Organisationen geehrt. Beyoncé, die mit vier Nominierungen ein sicherer Star des Abends gewesen wäre, blieb der Veranstaltung fern, obwohl sie mit ihrem damaligen Freund und jetzigen Ehemann Jay-Z angereist war. Sie wollte alten Rivalen wie LeToya Luckett und Rihanna aus dem Weg gehen, hatte aber nicht einmal eine Dankesrede vorbereitet. Bei ihrem dritten Award, den meisten an diesem Abend, kam es deshalb zu Buhrufen.
- Best Song: Beyoncé – Deja Vu
- Best UK Act: Lemar
- Best UK Female Act: Corinne Bailey Rae
- Best Video:  Beyoncé – Deja Vu
- Best Hip Hop Act: Akala
- Best R&B Act: Rihanna
- Best Reggae Act: Sean Paul
- Best Gospel Act: Nu Life
- Best African Act: Batman Semimi
- Best International Male: Jay-Z
- Best International Female: Beyoncé
- Best DJ: Steve Sutherland
- Best Group: The Black Eyed Peas
- Bemobo Award: Anti-Slavery International
- Lifetime Achievement Award: Sam Moore

### 2007
Die Preisverleihung 2007 fand am 19. September 2007 statt und wurde von der BBC übertragen aus der O2 Arena in London. Die Moderation übernahmen Shaggy und Jamelia. Die Jazz-Kategorie wurde wieder mit aufgenommen. Amy Winehouse sang zwei Songs und bekam den Preis für 'Best UK Female'.
- Best Song: Ne-Yo – Because of You
- Best UK Male: Dizzee Rascal
- Best UK Female: Amy Winehouse
- Best Newcomer: N-Dubz
- Best Video: Kanye West – Stronger
- Best Hip Hop Act: Kanye West
- Best R&B Act: Ne-Yo
- Best Reggae Act: Sean Kingston
- Best Gospel Act: G-Force
- Best Jazz Act: Soweto Kinch
- Best African Act: 2Face Idibia
- Best International Act: Rihanna
- Best DJ: Tim Westwood

### 2008
Die Preisverleihung 2008 fand in der Wembley Arena statt. Die Moderation übernahmen Melanie B und Rev Run.
- Best Album: Leona Lewis – Spirit
- Best Song: Estelle – American Boy
- Best UK Male: Dizzee Rascal
- Best UK Female: Estelle
- Best UK Newcomer: Chipmunk
- Best Video: Leona Lewis – Bleeding Love
- Best Hip Hop Act: Lil Wayne
- Best R&B&Soul Act: Chris Brown
- Best Reggae Act: Movado
- Best Gospel Act: Jahaziel
- Best Jazz Act: YolanDa Brown
- Best African Act: 9ice
- Best International Act:Chris Brown
- Best Club DJ: Tim Westwood
- Best Radio DJ: Tim Westwood
- Be MOBO: Ricky McCalla
- Lifetime Achievement: Mary Wilson

### 2009
Die Preisverleihung 2009 fand statt am 30. September im Scottish Exhibition and Conference Centre (SECC) in Glasgow, das erste Mal nicht in London. Reggie Yates und Keri Hilson moderierten die Show.
- Best Album: N-Dubz – Uncle B
- Best Song: JLS – Beat Again
- Best UK Act: N-Dubz
- Best Newcomer: JLS
- Best Hip Hop Act: Chip
- Best R&B Act: Keri Hilson
- Best Reggae Act: Sean Paul
- Best Gospel Act: Victizzle
- Best Jazz Act: YolanDa Brown
- Best African Act: Nneka
- Best International Act: Beyoncé
- Lifetime Achievement: Michael Jackson

### 2011
Die Preisverleihung fand erneut in Glasgow statt, am 5. Oktober 2011, moderiert diesmal von Jason Derulo und Alesha Dixon. Jessie J gewann vier Preise. Weiter Gewinner waren Rihanna, Tinie Tempah, Adele und Alborosie.
- Best Gospel: Triple O
- Best Jazz: Kairos 4Tet
- Best Reggae: Alborosie
- Best African Act: Wizkid
- Best Song: Jessie J – Do It Like a Dude
- Best R&B/Soul: Adele
- Best Album: Jessie J – Who You Are
- Best Hip Hop/Grime: Tinie Tempah
- Best Video: Tinchy Stryder ft. Dappy – Spaceship (Regie: Kwasi Danquah III, Luke Monaghan & James Barber)
- Best Newcomer: Jessie J
- Best International: Rihanna
- Outstanding Contribution to Music: Boyz II Men

### 2013
Die 18. Preisverleihung fand am 3. November 2013 statt in der SSE Hydro in Glasgow. Sie wurde präsentiert von Trevor Nelson und Sarah-Jane Crawford.
- Best Male Act: Wiley
- Best Female Act: Laura Mvula
- Best Song: Naughty Boy – La La La
- Best Album: Rudimental – Home
- Best Newcomer: Krept and Konan ft. „Dizzy“ Daniel Moorehead
- Best R&B/Soul: Laura Mvula
- Best UK Hip Hop/Grime: Tinie Tempah
- Best Video: Naughty Boy – La La La
- Best Gospel: Lurine Cato
- Best Jazz: Sons of Kemet
- Best Reggae: Sean Paul
- Best African Act: Fuse ODG
- Best International: Kendrick Lamar
- Be MOBO Award: Stephen Lawrence Trust

### 2014
Die 19. Preisverleihung fand am 2. Oktober 2014 statt in der Wembley Arena in London, moderiert von Melanie B und Sarah-Jane Crawford. Sie wurde live übertragen von ITV2.
- Best African Act: Fuse ODG
- Best Album: Sam Smith – In the Lonely Hour
- Best Female Act: Jessie J
- Best Gospel Act: Living Faith Connection Choir
- Best Grime Act: Stormzy
- Best Hip Hop Act: Krept & Konan
- Best International Artist: Beyoncé
- Best Jazz Act: Zara McFarlane
- Best Male Act: Sam Smith
- Best Newcomer: Ella Eyre
- Best R&B/Soul Act: Sam Smith
- Best Reggae Act: Stylo G
- Best Song: Sam Smith – Stay with Me
- Best Video: Skepta ft. JME – That’s Not Me

### 2015
Die 20. Preisverleihung fand statt am 4. November 2015 in der First Direct Arena in Leeds. Die Show wurde live übertragen von ITV2 und moderiert von Sarah-Jane Crawford.
- Best Hip Hop Act: Krept & Konan
- Best Gospel Act: Faith Child
- Best Grime Act: Stormzy
- Best African Act: Fuse ODG
- Best Newcomer: Section Boyz
- Best Male Act: Stormzy
- Best Song: Skepta – Shutdown
- Best Female Act: Ella Eyre
- Paving the Way Award: Lenny Henry
- R&B/Soul Act: Shakka
- Best Jazz Act: Binker & Moses
- Best Video: FKA Twigs – Pendulum
- Best Album: Krept & Konan – The Long Way Home
- Best International Album: Drake – If You’re Reading This It’s Too Late
- Outstanding Achievement: CeeLo Green

### 2016
Am 4. November 2016 fand die Veranstaltung zum vierten Mal in SSE Hydro in Glasgow statt. Moderiert wurde die Veranstaltung von den Radiomoderatoren Rickie und Melvin von BBC Radio 1.
- Best Male Act: Craig David
- Best Female Act: Lady Leshurr
- Best Newcomer: WSTRN
- Best Album: Kano – Made in the Manor
- Best Hip-Hop Act: Section Boyz
- Best Song: Abracadabra ft Krept & Konan – Robbery (remix)
- Best Video: Nadia Rose – Skwod (Regie: Reece Proctol)
- Best R&B/Soul: Shakka
- Best Grime Act (in association with BBC Radio 1Xtra): Chip
- Best International Act: Drake
- Best Jazz Act: Esperanza Spalding
- Best Gospel Act: Guvna B
- Best Reggae Act: Popcaan
- Best African Act: Wiz Kid
- Paving the Way: Nicola Adams and Ms. Dynamite[21]

### 2017
2017 fand die Veranstaltung zum zweiten Mal nach 2015 in der First Direct Arena in Leeds statt. Moderatorin war Maya Jama, eine britische Fernseh- und Radiomoderatorin und mit 23 Jahren die jüngste Moderatorin in der Geschichte des Awards. Stormzy erhielt mit drei Awards die meisten Auszeichnungen in diesem Jahr.
- Best Album: Stormzy – Gang Signs & Prayer
- Best Song: J Hus – Did You See
- Best Male: Stormzy
- Best Female: Stefflon Don
- Best Newcomer: Dave
- Best Video: Mist – Hot Property (Directed by Oliver Jennings)
- Best Grime Act: Stormzy
- Best Hip Hop Act: Giggs
- Best R&B/Soul Act: Craig David
- Best Reggae Act: Damian Marley
- Best Gospel Act: Volney Morgan & New-Ye
- Best Jazz Act: Moses Boyd
- Best African Act: Davido
- Best International Act: Wizkid
- Paving the Way: Idris Elba

### 2020
Nachdem die Veranstaltung zwei Jahre ausfiel, überschattete die COVID-19-Pandemie im Vereinigten Königreich die 2020er Ausgabe. Da keine Veranstaltungen mit Publikum möglich waren, wurde die Verleihung in den virtuellen Raum verlegt. Sie fand am 9. Dezember 2020 statt. Die Moderation übernahm Maya Jama.
- Best Album: Nines – Crabs in a Bucket
- Best Album (2017–2019): Ella Mai – Ella Mai
- Best Song: Young T & Bugsey feat. Headie One – Don’t Rush
- Best Male: Headie One
- Best Female: Mahalia
- Best Newcomer: Aitch
- Best Video: NSG – Lupita (Directed by Kevin Hudson)
- Best Grime Act: Jme
- Best Hip Hop Act: Nines
- Best R&B/Soul Act: Mahalia
- Best Reggae Act: Buju Banton
- Best Gospel Act: CalledOut Music
- Best Jazz Act: Ego Ella May
- Best African Act: Burna Boy
- Best Producer: Jae5
- Outstanding Performance in a TV Show/Film: Micheal Ward in Blue Story
- Best Media Personality: Chunkz
- Inspiration Award: Steve McQueen

### 2021
Die Preisverleihung fand am 5. Dezember 2021 in der Coventry Building Society Arena statt. Sie wurde von Leigh-Anne Pinnock, Munya Chawawa und Special Guest Eddie Kadi moderiert.
- Best Album: Dave – We’re All Alone in This Together
- Best Song: Russ Millions and Tion Wayne featuring ArrDee, Bugzy Malone, Buni, Darkoo, E1, Fivio Foreign & ZT – Body (Remix)
- Best Male: Ghetts
- Best Female: Little Simz
- Best Newcomer: Central Cee
- Best Video: M1llionz – Lagga (Directed by Teeeezy C)
- Best Grime Act: Skepta
- Best Hip Hop Act: D-Block Europe
- Best Drill Act: Central Cee
- Best R&B/Soul Act: Cleo Sol
- Best Reggae Act: Shenseea
- Best Gospel Act: Guvna B
- Best Jazz Act: Sons of Kemet
- Best African Act: Wizkid
- Best Producer: Jae5
- Outstanding Performance in a TV Show/Film: Micheal Ward in Small Axe
- Best Media Personality: Chunkz & Yung Filly
- Inspiration Award: Frank Bruno

### 2022
Die 25. Ausgabe der MOBO Awards fand am 30. November 2022 in der Wembley Arena statt. Chunkz und Yung Filly übernahmen die Moderation.
- Best Album: Knucks – Alpha Place und Little Simz – Sometimes I Might Be Introvert
- Best Song: Russ Millions and Tion Wayne featuring ArrDee, Bugzy Malone, Buni, Darkoo, E1, Fivio Foreign & ZT – Body (Remix)
- Best Male: Central Cee
- Best Female:PinkPantheress
- Best Newcomer: Bru-C
- Best Video: Central Cee – Doja (Directed by Cole Bennett)
- Best Grime Act: D Double E
- Best Hip Hop Act: D-Block Europe
- Best Drill Act: K-Trap
- Best R&B/Soul Act: Mahalia
- Best Caribbean Music Act: Skilibeng
- Best Gospel Act: Still Shadey
- Best Electronic/Dance Act: Nia Archives
- Best International Act: Burna Boy
- Best Jazz Act: Ezra Collective
- Best African Act: Burna Boy
- Best Alternative Act: Bob Vylan
- Best Producer: Inflo
- Outstanding Performance in a TV Show/Film: Kano in Top Boy
- Best Media Personality: Nella Rose
- Lifetime Achievement Award: Nile Rodgers
- Outstanding Contribution Award: Craig David
- Paving the Way Award: Jamal Edwards

### 2024
Die 26. Ausgabe der MOBO Awards wurde erst 2024 abgehalten, damit sie zeitgleich mit den BRIT Awards und den Grammy Awards abgehalten werden konnte. Sie fand am 7. Februar 2024 in der Sheffield Arena statt. Moderatoren waren Indiyah Polack und Babatunde Aléshé.
- Best Album: Potter Payper – Real Back in Style
- Best Song: Central Cee & Dave – Sprinter
- Best Male: Central Cee
- Best Female: Raye
- Best Newcomer: Tunde
- Best Video: Stormzy – Mel Made Me Do It (Directed by Klvdr)
- Best Grime Act: Bugzy Malone
- Best Hip Hop Act: Little Simz
- Best Drill Act: K-Trap
- Best R&B/Soul Act: Sault
- Best Caribbean Music Act: Valiant
- Best Gospel Act: Limoblaze
- Best Electronic/Dance Act: Shygirl
- Best Jazz Act: Ezra Collective
- Best African Act: Asake
- Best Alternative Music Act: Skindred
- Best International Act: Drake & 21 Savage
- Best Producer: Inflo
- Outstanding Performance in a TV Show/Film: Damson Idris in Snowfall
- Best Media Personality: ShxtsnGigs
- Lifetime Achievement Award: Soul II Soul
- Paving the Way Award: Jessica Ennis-Hill
- MOBO Impact Award: Sugababes
- MOBO Pioneer Award: Ghetts

### 2025

Logo der MOBO Awards 2025

Die MOBO Awards 2025 wurden am 18. Februar 2025 in der Utilita Arena Birmingham verliehen. Die Moderation übernahmen Eddie Kadi und Indyah Polack.
- Best Album: Bashy – Being Poor Is Expensive
- Best Song: Darkoo feat. Dess Dior – Favourite Girl
- Best Male: Central Cee
- Best Female: Darkoo
- Best Newcomer: Odeal
- Best Video: Mnelia – My Man (Directed by Femi Bello)
- Best Grime Act: Scorcher
- Best Hip Hop Act: Bashy
- Best Drill Act: Pozer
- Best R&B/Soul Act: Odeal
- Best Caribbean Music Act: Shenseea
- Best Gospel Act:Annatoria
- Best Electronic/Dance Act: TSHA
- Best Jazz Act: Ezra Collective
- Best African Act: Asake & Ayra Starr
- Best Alternative Music Act: ALT BLK ERA
- Best International Act: Ayra Starr
- Best Producer: Juls
- Outstanding Performance in a TV Show/Film: Jacob Anderson in Interview with the Vampire
- Best Media Personality: 90's Baby Show
- Paving the Way Award: Denise Lewis
- Impact Award: Vybz Kartel

## Kritik
Die Ambivalenz der Verleihung auch Preise an „weiße“ Personen zu verleihen sorgte über die Jahre hinweg immer wieder für Kritik. So entlud sich 2003 nach Verkündung von Preisträgern wie Christina Aguilera, dem Radio-DJ Tim Westwood sowie Justin Timberlake die Kritik in der Forderung nach einem Boykott der Veranstaltung aus den Reihen der englischen Black Communities, wobei die Veranstalter betonten, dass es zwar um „Black Music“ gehe, aber die Ethnizität keine Rolle spiele. Weitere Negativkritik gab es von einzelnen Künstlern, die nicht den Aspekt der Hautfarbe sehen, sondern eher den unbestimmten Begriff „Black Music“ als Hauptproblem ansehen. So wurden auch Künstler wie Ed Sheeran und Conor Maynard nominiert, die nach Ansicht vieler kommerziellen Pop spielen beziehungsweise singen, aber keine Black Music. Auch würden US-amerikanische Künstler den britischen oftmals vorgezogen. Labrinth, selbst Preisträger, sehe sich auch nicht als einen Vertreter der Black Music, auch er mache seiner Ansicht nach eher kommerzielle Musik, wie er am Rande der Veranstaltung 2012 äußerte.
2002 protestierte die Schwulen-Organisation OutRage! gegen die homophoben Texte einiger Künstler. Bei den Protestkundgebungen, die sich gegen die Nominierungen von Capleton, Elephant Man und TKO richteten, wurden Aktivisten des Kollektivs von Fans angegriffen. Dennoch setzte die Gruppe den Protest 2003 ebenfalls fort. 2004 gelang ihnen ein Coup: auf Grund ihres Protestes wurden die Musiker Elephant Man und Vybz Kartel wegen ihrer homophoben Texte ausgeschlossen, Beenie Man, der sich später für seine früheren Songs verantwortete, wurde bereits vom Publikum beim Voting abgewählt. Unter dem Motto „Defend Reggae Music“ demonstrierten etwa 30 Personen des selbsternannten Black Music Councils lautstark vor der Halle. Der Veranstaltung fern blieben aus Protest Eamon, Beverley Knight, Beyoncé, OutKast und Usher. Den Preis als Best Reggae Act bekam Sean Paul.